# Sylvio Roberto Accioly Canuto
Sylvio Roberto Accioly Canuto (10 de junho de 1950) é um pesquisador brasileiro, membro titular da Academia Brasileira de Ciências na área de Ciências Físicas desde 3 de maio de 2011. Professor do Instituto de Física da Universidade de São Paulo, é o pró-reitor de pesquisa da Universidade de São Paulo.
Foi condecorado com a comenda da Ordem Nacional do Mérito Científico.